# Dracontioides
Dracontioides é um género botânico pertencente à família Araceae.

## Espécies
- Dracontioides desciscens